# Asprilio Pacelli
Asprilio Pacelli (Vasciano, 1570 – Varsavia, 4 maggio 1623) è stato un compositore italiano.

## Biografia
Asprilio Pacelli iniziò il suo apprendistato come puer cantus in Cappella Giulia, a Roma; divenne poi maestro presso la chiesa di S. Maria in Monserrato (da settembre 1589 a settembre 1593) e successivamente alla Chiesa della SS. Trinità dei Pellegrini dal 1594.

Maestro di cappella al Collegio Germanico dal 19 maggio 1595, sembra che nel 1601 ricevesse il permesso di allontanarsi per visitare Varsavia.

Il 2 marzo 1602 accettò l'incarico di maestro di cappella a S. Pietro, mantenendolo però per poco, perché già il 1º gennaio dell'anno successivo al suo posto fu nominato Francesco Soriano.

Nel 1603 si trasferì infatti a Varsavia, raccogliendo l'invito di Sigismondo III a divenire maestro della cappella reale, dove il compositore rimarrà fino alla morte, circondato dalla stima generale. In segno di ammirazione, il re fece scolpire per la tomba un busto di marmo (poi distrutto nel 1944) sotto il quale ordinò di incidere parole di encomio per la sua arte, erudizione e ingegno, giudicati superiori a quelli di tutti i musicisti contemporanei.

La cappella musicale di Sigismondo godeva di grande prestigio e ospitò diversi compositori italiani; prima di Pacelli aveva avuto il medesimo incarico Luca Marenzio e lo avrà nel 1626 Marco Scacchi, allievo di Giovanni Francesco Anerio, a sua volta maestro di cappella presso la stessa corte polacca. L'influsso italiano sulla cultura musicale internazionale era già all'epoca notevole, e quella sede importante contribuì alla sua ulteriore diffusione.

## Opere

### Musica sacra
- Motectorum et psalmorum, liber primus, Roma, 1597
- Chorici psalmi et motecta, liber primus, Roma, 1599
- Psalmi, Magnificat et motecta, Francoforte, 1608
- Sacrae cantiones, Venezia, 1608
- Bogu w Trójcy jedynemu Swiętemu Śtanisławowi Patronowi Polskiemu Tablica Obiecana (Canti in onore di S. Stanislao), Kraków, 1611
- Missae, Venezia, 1629
- 20 mottetti, a varie voci in diverse edizioni (1604, 1609, 1612, 1613, 1614, 1617, 1621)
- 4 canzonette spirituali, 1591 e 1592
- Missa de Passione Domini, (attribuita a Pacelli da A. Paszkiewicz)
- numerosi mottetti e altre opere, in parte perduti

### Musica profana
- Madrigali libro primo, Venezia, 1601
- Madrigali libro secondo, stampati a Francoforte, perduti